# Jules Joseph Portalis
Pour les autres membres de la famille, voir Famille Portalis.
Jules Joseph, baron Portalis (28 janvier 1822 à Paris - 22 juin 1865 dans le 8e arrondissement de Paris) est un homme politique français.

## Biographie
Issu d'une famille de juristes fortement implantée en politique, Jules Portalis est le petit-fils de Jean-Étienne-Marie Portalis, principal rédacteur du Code civil, qui fut également conseiller d'Etat et ministre des cultes.
Quatrième et dernier fils de Joseph Marie Portalis, qui a occupé différents ministères (Cultes, Justice, Affaires étrangères) puis a présidé la Cour de Cassation, Jules Joseph suit des études de droit, mais demeure étranger à la politique active jusqu'au Second Empire. L'un de ses frères, Frédéric Portalis, avait été élu député en 1846, mais était mort peu après, et un autre frère, Joseph Ernest Portalis, lui succéda à l'Assemble nationale. Jules Portalis entre quant à lui en politique un peu plus tard ; c'est après le coup d'État du 2 décembre 1851 qu'il est désigné par le gouvernement comme candidat officiel au Corps législatif dans la 2e circonscription du Var ; il est élu député, le 29 février 1852, contre M. de Clappiers et M. Danget.
Il fut de la majorité dynastique, prit part à l'établissement du Second Empire, opina avec la droite dynastique, et fut réélu, le 22 juin 1857. Il suivit la même ligne politique jusqu'à la fin de son mandat, en 1863 ; il quitta à cette époque la vie parlementaire et mourut à Paris en 1865.

## Vie familiale
Quatrième et dernier fils de Joseph Marie Portalis (1778 † 1858) et de Frédérique (24 octobre 1784 - Kiel (duché de Holstein) † 1er septembre 1838 - Paris), comtesse de Holck, Jules Joseph épousa, le 22 avril 1851, Marie Boullée (1829 †  27 juin 1852 - Paris), fille d'Aimé Auguste Boullée, procureur du roi à Mâcon. Sa jeune femme est morte, à l'âge de 23 ans, après avoir donné naissance à leur fils :
- Jules (17 juin 1852 † 27 avril 1889 - Buenos Aires (Argentine)).

Veuf, Jules Joseph se remaria, le 4 juillet 1854 avec Anne Marie Elisabeth Damemme (1831 † 28 octobre 1885 - Paris), fille de Gabriel Damemme ( † 3 octobre 1864 - Paris VIIIe), dont il eut :
- Gabriel Adrien Frédéric (21 novembre 1855 † 16 novembre 1922 - Buenos Aires (Argentine), marié avec Mlle Harty de Pierrebourg (arrière-petite-fille de Olivier Harty) ;
- Anne Marie Gabrielle Amélie (21 novembre 1855 † 31 octobre 1872) ;
- Gabriel Joseph Rodolphe Marie Sextius (20 décembre 1856 † 27 mai 1942 - Biarritz), officier, marié ;
- et deux autres fils.